# Aéroport de Neuville
L’aéroport de Neuville (LID TC: CNV9) est un aérodrome d'aviation générale privé exploité par la société Neuville Aéro. Il est situé dans la municipalité de Neuville, à une trentaine de kilomètres à l'ouest de la ville de Québec (Québec, Canada).
Construit avec l'aval des autorités fédérales canadiennes en 2012, l'aérodrome, qui comprend une piste de 914 mètres (2 999 pi) et des hangars, est principalement destiné à des propriétaires d'appareils légers. La construction et la mise en service de l'aérodrome sont contestées par un groupe de citoyens et certaines autorités québécoises.

## Contexte
Le projet d'établir un aérodrome  d'aviation générale à Neuville a débuté dans les premiers mois de 2011, quelques mois après la décision de la Cour suprême du Canada dans l'affaire Québec (Procureur général) c. Canadian Owners and Pilots Association, en octobre 2010,,. En substance, l'arrêt confirme la compétence exclusive du gouvernement du Canada sur l'établissement d'aérodromes et déclare inopérant tout règlement municipal ou loi provinciale, comme la Loi québécoise sur la protection du territoire et des activités agricoles, qui limiterait le droit d'implanter une telle installation. Une ou des personnes peuvent ainsi construire un aérodrome n'importe où au Canada — sauf dans les zones bâties des villes et villages —, à condition de respecter certaines règles de sécurité et d'en informer Transports Canada afin que l'aérodrome figure sur les cartes aériennes. Le premier projet n'aboutit pas.
Un second groupe de sept hommes d'affaires de la région de Québec, présidé par Martin Mercier, est formé pour construire l'aérodrome. Malgré une série de résolutions adoptées au conseil municipal qui visent à faire obstacle au projet, la ville se résout à négocier avec le promoteur, la société Neuville Aéro, afin de limiter les impacts de l'aérodrome sur la qualité de vie des citoyens.
Après la signature d'un protocole d'entente entre la ville et Neuville Aéro, le 1er novembre 2011, les promoteurs tentent de s'associer avec Les Ailes québécoises, un club d'aviation de loisir qui regroupe les propriétaires d'une quarantaine de petits appareils. Le club, qui utilise l'aéroport international Jean-Lesage de Québec, envisage de se déplacer ses aéronefs à compter de 2013 en raison des travaux d'agrandissement du principal aéroport de la région et de l'augmentation prévue du loyer. Divisés sur l'attitude à prendre par rapport à l'augmentation de loyer de 73 % demandée par l'administration aéroportuaire à la fin du bail du club, en 2013, les deux tiers des membres du club refusent l'offre de Neuville Aéro en janvier 2012. Malgré ce revers, les promoteurs promettent d'aller de l'avant, affirmant qu'ils ont reçu des expressions d'intérêt de propriétaires d'aéronefs.

## Installations
L'aérodrome est construit sur un lot agricole acheté d'un producteur maraîcher à l'automne 2011 pour la somme de 350 000 dollars canadiens. Il est situé au croisement de la route Gravel et de l'autoroute 40, près de la sortie 285. Cet aménagement, que ses promoteurs décrivent comme « modeste, mais de haute qualité », a nécessité des investissements de 2 millions de dollars. Selon le promoteur, l'aérodrome peut servir de base à 25 aéronefs.
Les premiers travaux ont eu lieu à la mi-novembre 2011 et dès ce moment, des avions atterrissent sur le gazon. La construction de la piste de 914 mètres (2 999 pi) a débuté en janvier ; elle a été asphaltée en mai 2012. La construction du hangar chauffé pouvant accueillir de 12 à 18 aéronefs, composé de six sections de 18 × 12 m  (60 × 40 pieds) et doté de portes rétractables ainsi que l'aménagement du stationnement de 10 places a été complété en août 2012.
Il est possible d'acheter du carburant sur place. Un téléphone public est également mis à la disposition des pilotes.
L'aérodrome a été branché au réseau électrique au début mai 2012, après que Neuville Aéro ait menacé le distributeur Hydro-Québec d'une poursuite judiciaire, en raison du manque d'empressement de la société d'État québécoise à relier l'aérodrome à son réseau de distribution.

## Contestation
Un groupe de citoyens, le Comité neuvillois pour la défense du bien commun, a été formé dans la municipalité de 3 700 habitants afin de lutter contre l'aérodrome. Les griefs des opposants concernent le bruit, le non-respect des lois québécoises, des plans d'aménagement de la municipalité et de la MRC, l'utilisation d'essence au plomb et la proximité de certaines résidences. Le groupe d'opposants fait circuler des pétitions, démarre des groupes Facebook et organise des manifestations à la fin de 2011 et durant toute l'année 2012. Le 31 mars 2012, environ 600 personnes se rassemblent en face de l'hôtel de ville de Neuville pour dénoncer le projet d'aérodrome, en présence du maire Bernard Gaudreau, d'élus provinciaux et fédéraux et de représentants de différents organismes.
Les promoteurs, qui ont reçu les appuis d'une association de pilotes de brousse, de l'Association québécoise du transport aérien et de la Canadian Owners and Pilots Association, font valoir que l'aérodrome permettra de soutenir le secteur de l'aviation générale. Estimant avoir à faire face à une « arrière-garde » d'opposants, ils défendent leur approche dans le dossier, « qu'ils qualifient d'exemple à suivre en matière de consultation municipale ». Dans une déclaration publiée par le quotidien Le Soleil, ils ajoutent que leur groupe a eu pas moins de sept réunions avec le maire, les conseillers et le personnel de la municipalité avant la signature du protocole d'entente et que Neuville a pu présenter « ses attentes et ses exigences » et suggérer des sites propices.
L'Assemblée nationale du Québec a adopté une motion unanime contre l'aérodrome le 27 mars 2012. Le ministre des Affaires municipales et des Transports du Québec, Sylvain Gaudreault, a exprimé l'opposition du gouvernement du Parti québécois. La ministre responsable du dossier, Agnès Maltais, inscrit l'opposition du gouvernement québécois au projet dans une optique de défense du territoire et des lois québécoises, qui sont « bafouées ». Trois partis d'opposition à la Chambre des communes du Canada, l'Union des municipalités du Québec, la Fédération québécoise des municipalités, la Fédération canadienne des municipalités,, ainsi que plusieurs organismes ruraux et environnementaux militent aussi contre l'aérodrome.
Bien que la députée néo-démocrate locale, Élaine Michaud, ait déposé une pétition de 2 000 noms à la Chambre des communes, demandant l'intervention du ministre fédéral des Transports, Denis Lebel, le gouvernement conservateur a choisi de ne pas intervenir, estimant que son rôle se limite à « favoriser un développement économique du secteur aérien stable » et à « faire la promotion de l'aviation sécuritaire »,. Dans une déclaration au Parlement, le ministre explique qu'il n'interviendra pas, puisque l'aérodrome de Neuville ne pose « aucun enjeu de sécurité ».

## Recours judiciaires
En mars 2012, Neuville Aéro a reçu deux constats d'infractions de la municipalité pour des manquements durant les travaux d'aménagement. La construction de l'aérodrome a aussi donné lieu à la mise à nu des berges du ruisseau Campagna en contravention avec les lois québécoises sur l'environnement, selon un rapport d'enquête de la MRC obtenu par les opposants en juillet 2012. Les promoteurs ont promis de remettre les berges en état, dans le cadre d'un programme approuvé par le ministère québécois de l'Environnement.
Deux citoyens ont entamé un recours en Cour supérieure du Québec en mai 2012 afin de contester une décision administrative de Transports Canada à l'effet que l'aérodrome n'est pas situé en « zone bâtie ». En novembre 2012, le juge Pierre Ouellet détermine que la conclusion recherchée par les deux citoyens dépasse sa juridiction, soulignant que la Cour fédérale du Canada a une « compétence exclusive » dans le domaine de l'aéronautique,. Cette décision va dans le sens d'une requête déposée par les promoteurs.
En janvier 2013, les deux citoyens ont porté la cause en appel en arguant que le juge avait compétence pour entendre la cause. Les plaignants espèrent recueillir des fonds de leurs concitoyens afin de les aider à défrayer leur recours, estimant qu'il s'agit d'« une bataille de longue haleine »,. En novembre 2013, la Cour d’appel du Québec a confirmé le premier jugement à l'unanimité.
En décembre 2014, Neuville Aéro a gain de cause en cour municipale contre la Ville de Neuville qui voulait que les propriétaires de l'aéroport respectent les règlements municipaux et demandent des permis pour les travaux de déblai et de remblai. Le juge Paul Routhier a conclu que la juridiction fédérale exclusive en matière d'aéronautique l'emporte sur la réglementation municipale. La Cour supérieure du Québec a également statué en faveur de l'entreprise en janvier 2016 dans un nouveau recours opposant l'entreprise à la Ville de Neuvile. Dans sa décision, le tribunal réitère que les règlements de zonage de la municipalité ne sont pas applicables à l'exploitant d'un aéroport, puisque ce domaine est exclusivement de juridiction fédérale.

## Accidents
Depuis son ouverture, quelques accidents aériens sont survenus à l'aéroport de Neuville:
- Le 15 novembre 2014, un petit avion avec deux personnes à bord s'est écrasé dans un boisé au décollage, causant des blessures mineures[45].
- Le 16 mars 2015, un petit avion avec quatre personnes à bord s'est écrasé peu après son décollage, faisant trois blessés légers[46].